# Агнета Фелтског
Агнета Осе Фелтског (швед. Agneta Åse Fältskog) је шведска певачица, аутор песама и продуцент, најпознатија као члан шведске поп четворке АББА.

## Породица
Рођена је 5. априла 1950. године у Јенчепингу, у Шведској, као старија кћерка од две кћерке Ингвара Фелтскога (1922—1995) и Биргит Јохансон (1923—1994). Ингвар Фелтског показивао је много интересовања за музику и шоубизнис, док је Биргит била мирна и опрезна жена, која је водила домаћинство.

## Соло каријера у Шведској
Пре него што је постала чланица бенда АББА, Агнета је била познати соло уметник у Шведској. Њен први хит појавио се 1967. године, када је имала само 16 година, а први албум, који се звао Agnetha Fältskog, изашао је 1968. године. Највећи хит с тог албума био је "Jag Va Sa Kar". Пре него што је постала чланица бенда АББА, била је једна од најпознатијих соло певачица у Шведској. 1972. године, глумила је главну женску улогу - Марију Магдалену - у шведској верзији мјузикла Исус Христ Суперстар.

## АББА и брак са Бјорном Улвеусом
1969. године, упознала је Бјорна Улвеуса. Како су говорили касније, то је била љубав на први поглед. Бјорн је тада био члан познате групе Хутенани Сингерс, и увелико је сарађивао са Бенијем Андерсоном. Венчали су се 1971. године, и њихово венчање проглашено је најпопуларнијим венчањем у Шведској те године. Добили су двоје деце, кћерку Линду (1973) и сина Питера Кристијана (1977). Годину дана касније, Бјорн и Бени су у студио довели и своје партнерке, Агнету и Ани-Фрид Лингштад. Снимљена је песма "People Need Love", и АББА је почела заједнички рад.
АББА је 1974. године победила на Песми Евровизије, са песмом "Waterloo", што их је винуло у звезде. Владали су светском сценом током читаве деценије, и били су један од највећих бендова '70-их година . Заједно су снимили осам албума и имали велики број хитова. Бјерн и Агнета развели су се 1979. године, и то је значило привидан крај бенда АББА. Њихов задњи албум, The Visitors, изашао је 1981. године, а бенд је престао са радом 1982. године.

## Соло каријера
Агнета је током '80-их издала три соло албума на енглеском језику, који су били врло успешни. 1982. године, проглашена је најбољом соло певачицом у Шведској. Свој последњи албум за дужи период, I Stand Alone, издала је 1987. и повукла се из јавности у стилу познате шведске диве Грете Гарбо, са којом је и дан-данас пореде. У децембру 1990. године, удала се за хирурга Томаса Соненфелда, са којим нема деце. As I Am: Abba Before & Beyond. Свој велики повратак у музику направила је 2004. године, издавши албум My Colouring Book.

## Албуми

### Албуми на шведском језику
- (1968)
- (1969)
- (1970)
- (1971)
- (1975)
- (1980, са Линдом Улвеус)
- (1987, са Кристијаном Улвеусом)

### Албуми на енглеском језику
- (1983)
  - Уједињено Краљевство #18, Норвешка #1, Шведска #1, Холандија #2, Белгија #1 Немачка #12
- (1985)
  - УК #38 ШВЕ #2
- (1987)
  - УК #72, ШВЕ #1, ХОЛ #18
- (2004)
  - УК #12, ШВЕ #1, НЕМ #6